# Astragalus kenteicus
Astragalus kenteicus là một loài thực vật có hoa trong họ Đậu. Loài này được N.Ulziykh. miêu tả khoa học đầu tiên.